# En avant, calme et droit
 (octobre 2023).
Si vous disposez d'ouvrages ou d'articles de référence ou si vous connaissez des sites web de qualité traitant du thème abordé ici, merci de compléter l'article en donnant les références utiles à sa vérifiabilité et en les liant à la section « Notes et références ».
En avant, calme et droit est un roman de François Nourissier publié en 1987 aux éditions Grasset.
Le titre reprend la citation du général Alexis L'Hotte, « le cheval calme, en avant et droit », devenue la doctrine du Cadre noir. 

## Résumé
L'évolution de la société française depuis les années 1930 au travers de la vie de Hector Vachaud, dit Vachaud d'Arcole, écuyer.

## Éditions
- En avant, calme et droit, éditions Grasset, 1987.
- En avant, calme et droit, Le Livre de poche, 1989.